# Lepidotrigla guentheri
Lepidotrigla guentheri är en fiskart som beskrevs av Hilgendorf, 1879. Lepidotrigla guentheri ingår i släktet Lepidotrigla och familjen knotfiskar. Inga underarter finns listade i Catalogue of Life.